# Bloodthorn
I Bloodthorn sono un gruppo musicale black e death metal norvegese, formatosi a Trondheim nel 1992.

## Storia del gruppo
La band registra il suo primo ed unico demo, Natteskyggen, nel 1996 per poi pubblicare l'album d'esordio, In the Shadow of Your Black Wings, per la Season of Mist l'anno seguente. Il 3 aprile 1998 i Bloodthorn si esibiscono nel loro primo concerto condividendo il palco con i Keep of Kalessin, anch'essi reduci dalla pubblicazione del loro primo disco e con i quali a settembre partono per un mini-tour norvegese di tre date.
Nel 1999 registrano e pubblicano, sempre con la Season of Mist, il secondo album in studio, Onwards into Battle, la cui copertina è realizzata dall'illustratore spagnolo Luis Royo.
Dopo l'uscita del disco il gruppo si separa dalla voce femminile Christine Hjertaas e dal tastierista Geir Michael e musicalmente, nelle pubblicazioni successive, passa da un black/death atmosferico ed evocativo ad uno più canonico e diretto. A luglio i Bloodthorn suonano al Nuclear Festival a Saint-Paul-Trois-Châteaux, che vede la partecipazione anche dei Marduk, e tra ottobre e novembre sono impegnati in un tour europeo in compagnia di Agressor e ...and Oceans, che tocca Francia, Spagna, Belgio e Paesi Bassi.
Nel 2001 esce il loro terzo album, Under the Reign of Terror, per l'etichetta statunitense Red Stream, Inc. Il disco contiene come ultima traccia la cover di Deathcrush dei Mayhem, alla cui registrazione prende parte anche Necrobutcher, cofondatore della storica band di Oslo, al basso.
Ad aprile 2001 il gruppo suona alla prima edizione dell'Inferno Metal Festival, mentre nel 2003 sono di supporto per un concerto degli Zyklon e partecipano al Khaoz Anti X-Mezz Feazt Upon The Dead Festival con Carpathian Forest, Hades Almighty e 1349. Diversi cambi di formazione e seri problemi di salute ritardano il completamento del quarto album in studio.
Il disco, Genocide, viene registrato nell'ottobre 2004 e nel luglio 2005 ed esce solamente nel febbraio 2006. Genocide suscita reazioni contrastanti da parte della critica musicale. Su Metal Hammer si afferma che «il songwriting è [...] diretto e aggressivo ma anche prevedibile e poco curato. I brani sono quasi tutti giocati su torrenziali scariche di blast beat [...] finendo così per stancare già dopo un paio di minuti» e che «nel complesso, è un disco che non è quasi mai in grado di destare l'interesse dell'ascoltatore». Mentre su allmusic.com lo si definisce di molto superiore al precedente e con un «songwriting più focalizzato e un più saldo senso dell'arrangiamento» concludendo che sia «in fondo un death metal abbastanza canonico, ma è fatto con evidente abilità» e si assegnano al disco 3,5 stelle su 5.
Nel corso del 2006 prendono parte nuovamente all'Inferno Metal Festival ed anche al Wacken Open Air. Partono inoltre per due tournée europee: la prima, a maggio in compagnia di Carpathian Forest e Hate, passa per 11 diversi paesi tra cui Spagna, Francia, Italia, Germania e Regno Unito; la seconda, a novembre con Vader e Nightrage, tocca solo i paesi nordici di Danimarca, Svezia, Norvegia e Finlandia. Nell'agosto del 2007 si esibiscono all'Hole in the Sky, dopodiché la band interrompe ogni attività senza fornire informazioni o rilasciare dichiarazioni.

## Formazione

### Formazione attuale
- Krell – voce (1992-2007)
- Ihizagh – chitarra (2002-2007)
- Steve Haard – chitarra
- Harald Brovold – basso (1998-2007)
- Jehmod – batteria

### Ex componenti
- Christine Hjertaas – voce (1997-1999)
- Tom "Tommen" Johansen – chitarra (1992-2001)
- Kai Richard Nergård – chitarra (1998-?)
- Erlend Holm – chitarra (2005)
- Alex Colin Tocquaine – chitarra (?-2005)
- Sverre Berntsen – chitarra (2006-?)
- Flipp – basso (1997-1998)
- Geir Michael – tastiera (1997-1999)
- Knarr – batteria (1997-?)

## Discografia

### Album in studio
- 1997 – In the Shadow of Your Black Wings
- 1999 – Onwards into Battle
- 2001 – Under the Reign of Terror
- 2006 – Genocide

### Split album
- 1998 – WAR Vol. I (con ...and Oceans)
- 2003 - Collateral Damage - Complete War Series

### Demo
- 1996 – Natteskyggen